# Ильинское (Семловский сельский округ)
Ильинское — деревня в Даниловском районе Ярославской области. Входит в состав Середского сельского поселения, относится к Смеловскому сельскому округу.

## География
Расположена близ берега реки Конча в 31 км на север от центра поселения села Середа и в 26 км на юго-восток от райцентра города Данилова.

## История
Каменный храм с ярусной колокольней в селе построен в 1808 году на месте деревянной церкви на средства прихожан. Престолов было три: во имя Святой Живоначальной Троицы; во имя Пророка Илии; во имя великомученика Дмитрия Солунского. 
В конце XIX — начале XX века село входило в состав Положиновской волости Даниловского уезда Ярославской губернии.
С 1929 года село входило в состав Яковлевского сельсовета Даниловского района, с 1954 года — в составе Марьинского сельсовета, в 1980-е годы — в составе Смеловского сельсовета, с 2005 года — в составе Середского сельского поселения.

## Население
| 1859 | 1914 | 2002 | 2007 | 2010 |
| ---- | ---- | ---- | ---- | ---- |
| 18   | ↘15  | ↘0   | →0   | →0   |

## Достопримечательности
В деревне расположена недействующая Церковь Троицы Живоначальной (1808).